# Гаккель, Сергей Алексеевич
Серге́й (Се́ргий) Алексе́евич Га́ккель (англ. Sergei Hackel; 24 августа 1931, Берлин — 9 февраля 2005, Лондон) — британский православный священник русского происхождения, деятель экуменизма (член православно-англиканского Братства Святого Албания и Святого Сергия), участник православно-иудейского диалога (член исполкома Британского совета христиан и иудеев), преподаватель русской литературы. Редактор религиозных программ Русской службы BBC.

## Биография
Родился в семье православных русских эмигрантов, бывших жителей Санкт-Петербурга (сын искусствоведа и богослова Алексея (Альфреда) Густавовича Гаккеля, перешедшего в православие из лютеранства). В 1940 году его семья переехала в Великобританию со статусом «перемещенных лиц».
В 1952 году окончил Оксфордский университет. В 1958 году был рукоположен в сан диакона. Десять лет преподавал в средней школе, затем преподавал русскую литературу на кафедре общеевропейских наук Университета Сассекса с 1964 года по 1989 год.
В 1964 году архиепископом Антонием (Блумом) был рукоположен в сан священника (Московский патриархат, Сурожская епархия). Был настоятелем храма Рождества Христова в городе Льюис и членом епархиального совета Сурожской епархии.
Участвовал в Поместном Соборе РПЦ МП 1971 года.
С 1978 года был редактором экуменического журнала «Соборность». С 1984 года до конца жизни был редактором религиозной программы «Воскресение» Русской службы Би-Би-Си. Написал книгу о матери Марии (Скобцовой), которая была переведена на ряд языков.
Скончался 9 февраля 2005 года в Лондоне.